# Acraea sepia
Acraea sepia är en fjärilsart som beskrevs av Eltringham 1912. Acraea sepia ingår i släktet Acraea och familjen praktfjärilar. Inga underarter finns listade i Catalogue of Life.